# شهرستان یانگ‌گو (کره جنوبی)
شهرستان یانگ‌گو (به کره‌ای: 양구군) یک شهرستان در شمال‌شرق کره جنوبی (مرکز شبه‌جزیره کره) است که در تابعیت استان گانگوون قرار دارد.
شهرستان یانگ‌گو ۷۰۰٫۸۵ کیلومتر مربع مساحت و ۲۰٬۵۱۰ نفر جمعیت دارد. در کره این شهرستان به عنوان محل تلاقی خط فرضی میانی شمالی-جنوبی و خط فرضی میانی شرقی-غربی تقسیم کنندهٔ شبه‌جزیره کره معروف شده است.

## تاریخ
پس از استقلال کره از ژاپن در سال ۱۹۴۵ میلادی، این کشور به دو نیمه تقسیم شد. مرز بین دو کره در آن زمان، مدار ۳۸ درجه شمالی در نظر گرفته شده بود. این مدار از میان استان (تاریخی) گانگوون و از جنوب شهرستان یانگ‌گو عبور می‌کند. در نتیجه استان گانگوون به نیمهٔ شمالی و نیمهٔ جنوبی تقسیم شد. تقریبا تمامی اراضی این شهرستان در شمال این مدار قرار گرفت. در نتیجه، بین سال‌های ۱۹۴۵ و ۱۹۵۳ میلادی، این شهرستان در استان (شمالی)‌ گانگوون قرار داشت. دو روستای این شهرستان (در قصبهٔ «نام‌(جنوبی)»، سانگ‌سونه [상수내리] و هاسونه [하수내리]) در جنوب مدار ۳۸ درجه شمالی قرار داشتند و ضمیمهٔ قصبهٔ «بوکسان» در شهرستان همسایهٔ چونچون شدند.
با پایان جنگ کره در سال ۱۹۵۳ میلادی و امضای آتش‌بس بین کره شمالی و ایالات متحده آمریکا، تقریبا تمامی اراضی این شهرستان تحت حاکمیت کره جنوبی قرار گرفت. در نتیجه، در نوامبر ۱۹۵۴ میلادی، این شهرستان، تحت مدیریت استان (جنوبی) گانگوون مجددا تاسیس شد. اکثر اراضی «قصبه سوئیپ» در حاکمیت کره شمالی ماند، و اراضی آن بین دو شهرستان چانگدو و گومگانگ در استان (شمالی) گانگوون تقسیم شد. (در سال ۱۹۵۲ میلادی، در کره شمالی، «قصبه» به‌عنوان یک واحد اداری بالکل منحل شد. در عوض، روستاهای کوچکتر و بزرگتر در جای‌جای کشور با هم تجمیع شده و وظایف اداری بیشتری به آن‌ها سپرده شد، و آن‌ها عملا به سطح سوم تقسیمات کشوری، مستقیما تابعهٔ شهرستان‌ها تبدیل شدند.) بخش‌های کوچکی از «قصبه دونگ (غربی)» نیز در تابعیت کرهٔ شمالی ماند و اراضی آن در گومگانگ قرار گرفت.
در نوامبر ۱۹۵۴ میلادی، این شهرستان، تحت مدیریت استان (جنوبی) گانگوون مجددا تاسیس شد. «قصبه هه‌آن» از این شهرستان جدا شده و ضمیمهٔ شهرستان اینجه شد. دو روستای سانگ‌سونه [상수내리] و هاسونه [하수내리] به «قصبه نام (جنوبی)» در شهرستان یانگ‌گو برگردانده شدند. اراضی «قصبهٔ‌ سوئیپ» در که در تابعیت کره جنوبی قرار گرفتند، شامل اراضی‌ای از چهار روستای «آمری»، «سوچونگ»، «موندونگ»، و «نه»، ضمیمهٔ «قصبه بانگسان» شدند. البته «قصبهٔ سوئیپ» رسما منحل نشد. این قصبه به یک واحد تقسیماتی ادعایی، که تمامی اراضی در برگیرندهٔ اراضی تابعهٔ آن در تابعیت کره شمالی قرار دارد، مبدل گشت. از آن موقع تا به امروز، دفتر «کمیتهٔ ۵ استان شمالی» در سئول به طور نمادین برای این قصبهٔ مورد ادعا فرماندار تعیین می‌کند. 
در ژانویه ۱۹۶۳ میلادی، «قصبهٔ بوک (شمالی)» در «قصبهٔ یانگ‌گو» ادغام شد. در شهرستان اینجه نیز، «قصبه هه‌آن» منحل شده و اراضی آن ضمیمهٔ «قصبهٔ سوهوا» [서화면] شد.
در ژوئیه ۱۹۷۳ میلادی، روستاهای اراضی قصبهٔ سابق هه‌آن از «قصبهٔ سوهوا» در شهرستان اینجه جدا شده و به «قصبه دونگ (شرقی)» در شهرستان یانگ‌گو پیوستند. در تابعیت این قصبه، دفتر اداری شعبهٔ محلی هه‌آن برای این روستاها تشکیل شد. دو روستای سانگ‌سونه [상수내리] و هاسونه [하수내리] از  «قصبه نام (جنوبی)» شهرستان یانگ‌گو به «قصبه نام (جنوبی)» در شهرستان اینجه پیوستند.
در ماه مه ۱۹۷۹ میلادی، «قصبه یانگ‌گو» به شهرک ارتقاء یافت. 
در فوریه ۱۹۸۳، قصبهٔ هه‌آن مجددا تاسیس شد.
در سال ۲۰۰۰ میلادی، با تغییر مرزهای بین شهرستانی در کره شمالی (به دلیل تغییرات جغرافیایی ناشی از ساخت سد ایمنام)، تمامی اراضی قصبهٔ مورد ادعای سوئیپ در تابعیت  شهرستان گومگانگ قرار گرفت.
در فوریه سال ۲۰۲۱ میلادی، نام «قصبهٔ نام (جنوبی)» به «قصبه گوکتوجونگ‌جونگانگ» [국토정중앙면] تغییر کرد. این نام به نسبت طولانی در زبان کره‌ای به معنای «قصبهٔ مرکز جغرافیایی مملکت» می‌باشد و اشاره به این موضوع دارد که نقطهٔ تلاقی خط فرضی میانی شمالی-جنوبی و خط فرضی میانی شرقی-غربی تقسیم کنندهٔ شبه‌جزیره کره در این قصبه واقع شده است.

## تقسیمات اداری
شهرستان یانگ‌گو به ۱ شهرک و ۴ قصبهٔ تابعه تقسیم شده است. ۱ قصبه با نام «قصبهٔ سوئیپ» نیز بر طبق ادعای کره جنوبی، در تابعیت این شهرستان قرار دارد. در تابعیت این تقسیمات اداری، در مجموع ۶۰ عدد روستا وجود دارد. ۱۸ روستا نیز در تابعیت قصبهٔ ادعائی سوئیپ در نظر گرفته شده‌اند.
|                                           |                |              |                               |                               |                      |            |        |  |  |  |
| نام                                       | کره‌ای (هانگول) | هانجا        | برگردان لاتین (نظام اصلاح‌شده) | برگردان لاتین (مک‌کیون–ریشاور) | مساحت (کیلومتر مربع) | جمعیت-۲۰۲۵ | خانوار |  |  |  |
| شهرک یانگ‌گو                               | 양구읍         | 楊口邑       | Yanggu-eup                    | Yanggu-ŭp                     | ۱۷۳٫۶۲               | ۱۳٬۱۷۴     | ۶٬۱۳۸  |  |  |  |
| قصبه بانگسان                              | 방산면         | 方山面       | Bangsan-myeon                 | Pangsan-myŏn                  | ۲۰۶٫۷۰               | ۱٬۱۳۱      | ۶۷۹    |  |  |  |
| قصبه دونگ (شرقی)                          | 동면           | 東面         | Dong-myeon                    | Tong-myŏn                     | ۱۲۳٫۶۲               | ۱٬۸۳۲      | ۱٬۰۳۵  |  |  |  |
| قصبه گوکتوجونگ‌جونگانگ                     | 국토정중앙면   | 國土正中央面 | Guktojeongjungang-myeon       | Kukt'ojŏngjungang-myŏn        | ۱۳۶٫۲۶               | ۳٬۱۹۸      | ۱٬۸۱۸  |  |  |  |
| قصبه هه‌آن                                 | 해안면         | 亥安面       | Haean-myeon                   | Haean-myŏn                    | ۶۱٫۵۲                | ۱٬۱۷۵      | ۶۷۶    |  |  |  |
| قصبه سوئیپ (ادعایی - در تابعیت کره شمالی) | 수입면         | 水入面       | Suip-myeon                    | Suim-myŏn                     | حدود ۳۲۰             | -          | -      |  |  |  |

### لیست روستاها
شهرک یانگ‌گو
| - آنده (안대리، Andae‑ri) - اونگجین (웅진리، Ungjin‑ri) - ای (이리، I‑ri) - جوک‌گوک (죽곡리، Jukgok‑ri) - ‌ جونگ (중리، Jung‑ri) - جونگ‌نیم (정림리، Jeongnim‑ri) - دوسا (도사리، Dosa‑ri) | - دونگسو (동수리، Dongsu‑ri) - سانگ (상리، Sang‑ri) - سانگموریونگ (상무룡리، Sangmuryong‑ri) - سوک‌هیون (석현리، Seokhyeon‑ri) - سونگچونگ (송청리، Songcheong‑ri) - سوئین (수인리، Suin‑ri) - گوده (고대리، Godae‑ri) | - گونگ (공리، Gong‑ri) - گونگسو (공수리، Gongsu‑ri) - گونلیانگ (군량리، Gunlyang‑ri) - وول‌میونگ (월명리، Wolmyeong‑ri) - ها (하리، Ha‑ri) - هاکجو (학조리، Hakjo‑ri) - هانجون (한전리، Hanjeon‑ri) |

قصبه بانگسان
| - اومی (오미리، Omi‑ri) - جانگ‌پیونگ (장평리، Jangpyeong‑ri) - چونمی (천미리، Cheonmi‑ri) | - چیل‌جون (칠전리، Chiljeon‑ri) - سونگ‌هیون (송현리، Songhyeon‑ri) - گوبانگسان (고방산리، Gobangsan‑ri) | - گوماک (금악리، Geumak‑ri) - گونسول (건솔리، Geonsol‑ri) - هیون (현리، Hyeon‑ri) |

قصبه دونگ (شرقی)
| - ایمدانگ (임당리، Imdang‑ri) - بیا (비아리، Bia‑ri) - پالّانگ (팔랑리، Pallang‑ri) | - جیسوک (지석리، Jiseok‑ri) - دوک‌گوک (덕곡리، Deokgok‑ri) - ساته (사태리، Satae‑ri) | - وون‌دانگ (원당리، Wondang‑ri) - وولون (월운리، Wolun‑ri) - هوگوک (후곡리، Hugok‑ri) |

قصبه گوکتوجونگ‌جونگانگ
| - جوٰک (적리، Jeok‑ri) - جوُک (죽리، Juk‑ri) - چانگ (창리، Chang‑ri) - چونگ (청리، Cheong‑ri) - دوچون (도촌리، Dochon‑ri) | - دومو (두무리، Dumu‑ri) - سونگو (송우리، Songu‑ri) - شیمپو (심포리، Simpo‑ri) - گاوجاک (가오작리، Gaojak‑ri) - گوام (구암리، Guam‑ri) | - میونگ‌گوت (명곶리، Myeonggot‑ri) - وون (원리، Won‑ri) - هوانگ‌گانگ (황강리، Hwanggang‑ri) - یاچون (야촌리، Yachon‑ri) - یونگها (용하리، Yongha‑ri) |

قصبه هه‌آن
| - اویو (오유리، Oyu‑ri) - ایهیون (이현리، Ihyeon‑ri) | - مانده (만대리، Mandae‑ri) - وولسان (월산리، Wolsan‑ri) | - هو (후리، Hu‑ri) - هیون (현리، Hyeon‑ri) |

قصبه سوئیپ (قصبهٔ ادعائی در کره شمالی)
| - آم (암리، Am‑ri) - اوچون (오천리، Ocheon‑ri) - اینپه (인패리، Inpae‑ri) - بِک‌هیون (백현리، Baekhyeon‑ri) - بون‌جیسوری (분지수리، Bunjisuri‑ri) - جومبانگ (점방리، Jeombang‑ri) | - جی‌گیونگ (지경리، Jigyeong‑ri) - جی‌هیه (지혜리، Jihye‑ri) - چون (천리、 Cheon‑ri) - چونگ‌سونگ (청송리، Cheongsong‑ri) - دوپو (두포리، Dupo‑ri) - ده‌جونگ (대정리、 Daejeong‑ri) | - سوچونگ (수청리، Sucheong‑ri) - سوکسا (석사리، Seoksa‑ri) - سونگ‌گو (송거리، Songgeo‑ri) - گون (근리، Geun‑ri) - موندونگ (문등리، Mundeung‑ri) - نه (내، Nae‑ri) |